# コーバス・ファンダイク
コーバス・ファンダイク（Kobus van Dyk、1994年7月6日 - ）は、元ラグビー選手。

## プロフィール
- 南アフリカ共和国・ブレダスドープ出身[1]。
- ポジションはロック(LO)、フランカー(FL)、ナンバーエイト(No8)。
- 身長 196 cm、体重 108 kg
- ニックネームはKobus。

## 略歴
6歳からラグビーを始めた。
ステレンボッシュ大学、ウェスタン・プロヴィンス、ストーマーズを経て、2019年、キヤノンイーグルス(現・横浜キヤノンイーグルス)に加入。
2020年1月12日にジャパンラグビートップリーグ第1節神戸製鋼コベルコスティーラーズ戦に先発出場で日本での公式戦初出場を果たす。
2024年5月、横浜キヤノンイーグルスを退団、現役引退した。

## 受賞歴

### ジャパンラグビーリーグワン
- 2022リーグワンベスト15(FL)